# Maria Stader
Maria Stader, nata Maria Molnar (Budapest, 5 novembre 1911 – Zurigo, 27 aprile 1999), è stata un soprano ungherese naturalizzato svizzero.
Ha avuto celebri maestri quali Giannina Arangi-Lombardi a Milano e Theodore Schnabel a New York, avendo precedentemente studiato con Keller a Costanza e con Durigo a Zurigo.
Nel 1939 vince il Concours international d'exécution musicale de Genève.
La sua fama, che è apparsa nelle più importanti sedi teatrali e concertistiche d'Europa, è legata principalmente alle sue interpretazioni mozartiane ed anche al suo dominio del repertorio camieristico e liederistico.
Nel 1948 al Wiener Staatsoper è Königin der Nacht in Die Zauberflöte diretta da Josef Krips con Elisabeth Schwarzkopf e Wilma Lipp.
Al Festival di Salisburgo nel 1949 canta la Weichet nur, betrübte Schatten, BWV 202 di Johann Sebastian Bach, nel 1950 la Messa in do minore K 427 con la Schwarzkopf e Julius Patzak, nel 1952 Stabat Mater (Rossini), Venite, exultemus Domino di François Couperin con Anton Dermota e Josef Greindl, Vesperae solennes de confessore, Schmerz Grabmusik Cantata e Mass in C major, K. 337 "Solemnis" di Wolfgang Amadeus Mozart, Messa in do maggiore (Beethoven) con Dermota e Stabat Mater (Pergolesi), nel 1953 Messa dell'incoronazione e nel 1958 Exsultate, jubilate diretta da Joseph Keilberth con i Wiener Philharmoniker.
Ha insegnato canto all'Accademia Musicale di Zurigo.

## Discografia
- Bach, Messa in si min. - Richter/Stader/Töpper/Engen, Archiv Produktion
- Bruckner: Grosse Messe No. 3 & Drei Motetten - Maria Stader/Bavarian Radio Symphony Orchestra/Eugen Jochum, Deutsche Grammophon
- Dvorak, Requiem/Canti biblici - Ancerl/Stader/Wagner/Borg, Deutsche Grammophon/ZYX
- Mozart, Don Giovanni - Fricsay/Fischer-D./Stader, 1959 Deutsche Grammophon
- Mozart, Flauto magico - Fricsay/Streich/Stader/Greindl, 1955 Deutsche Grammophon/Diapason
- Mozart: Grande Messe in C Minor, K. 427 - Chœur de la cathédrale Sainte-Hedwige/Ivan Sardi/Hertha Töpper/Orchestre Symphonique de la Radio de Berlin/Ernst Haefliger/Ferenc Fricsay/Maria Stader, 1960 Diapason
- Verdi, Messa da requiem - Fricsay/Stader/Krebs/Borg, Deutsche Grammophon
- Stader: in dulci jubilo - Maria Stader/Radio-Symphonie-Orchester Berlin/Ferenc Fricsay, Deutsche Grammophon